# Apahida
Apahida é uma comuna romena localizada no distrito de Cluj, na região histórica da Transilvânia. A comuna possui uma área de 106.00 km² e sua população era de 9341 habitantes segundo o censo de 2007.

## Galeria de imagens

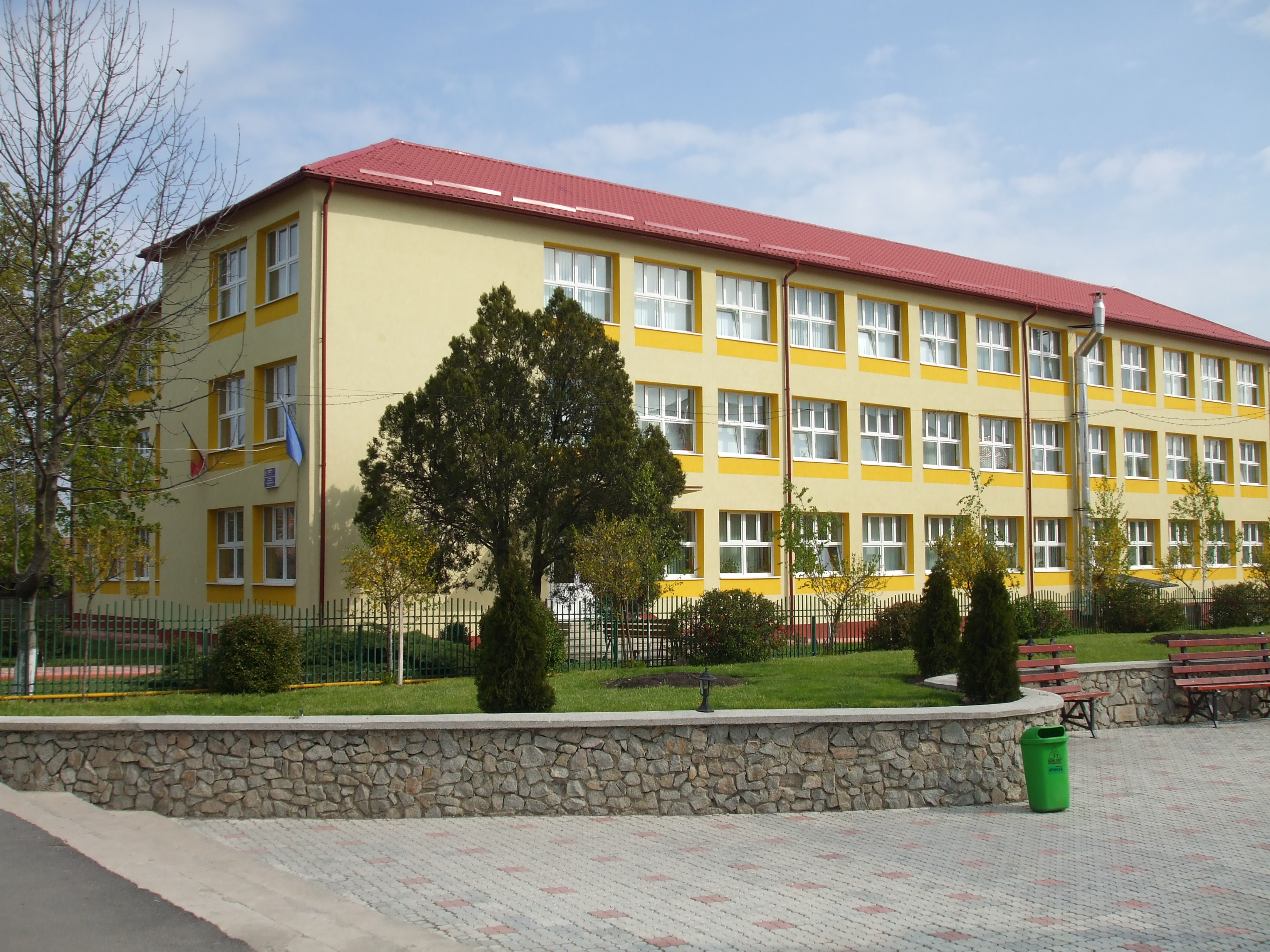
Școala generală din Apahida .
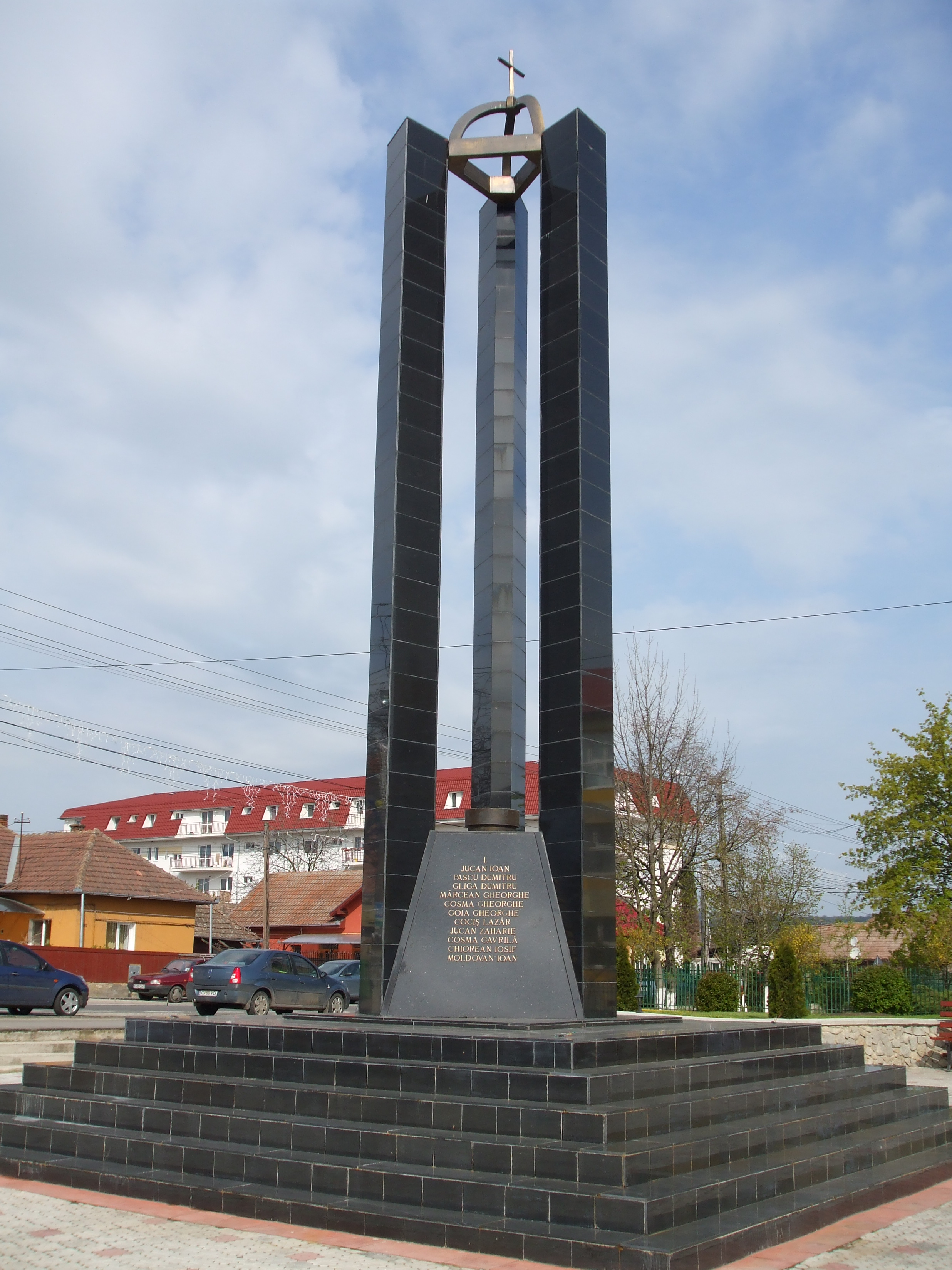
Apahida - Monumentul eroilor.
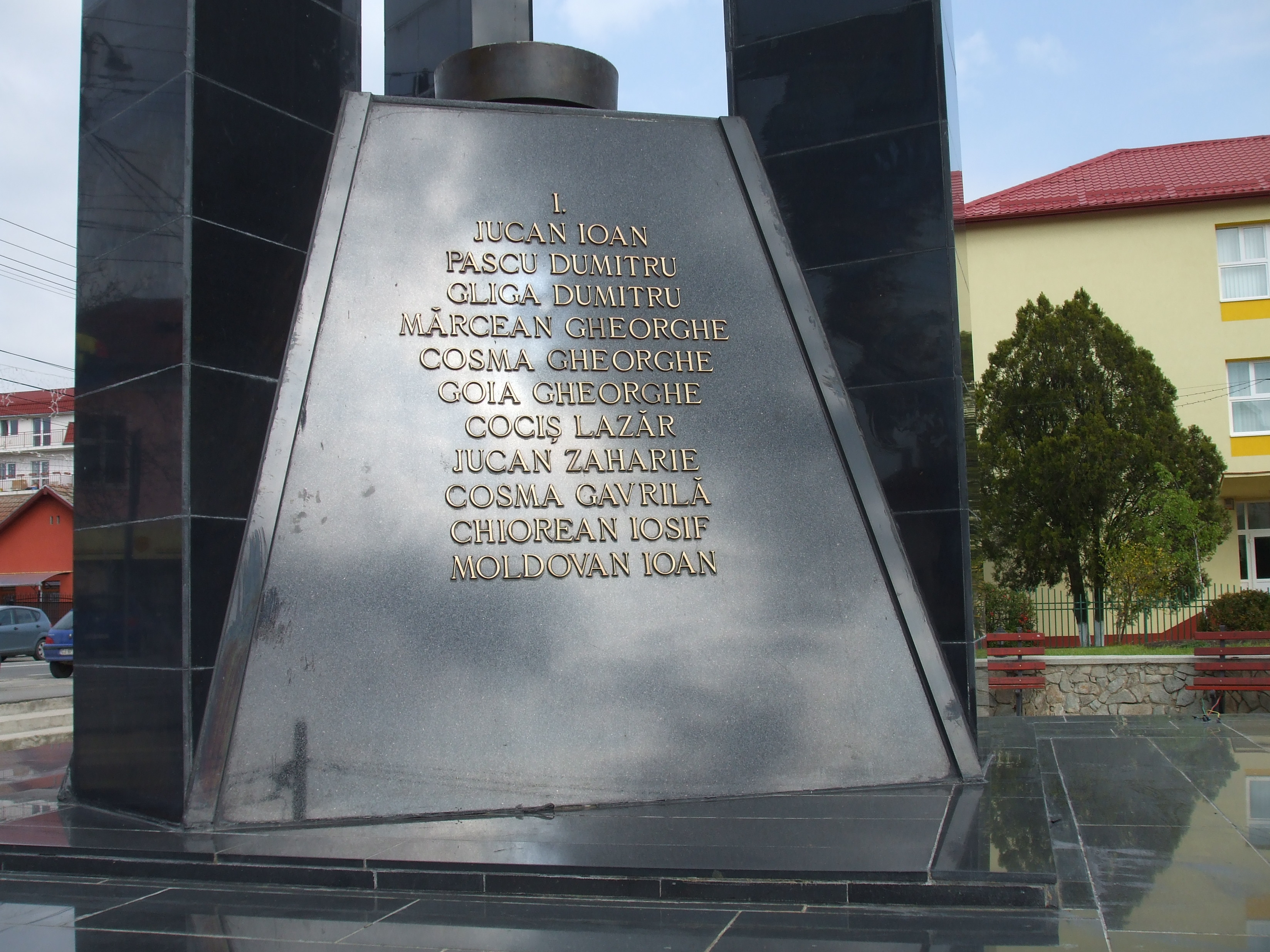
Apahida - Placheta comemorativă a eroilor satului .
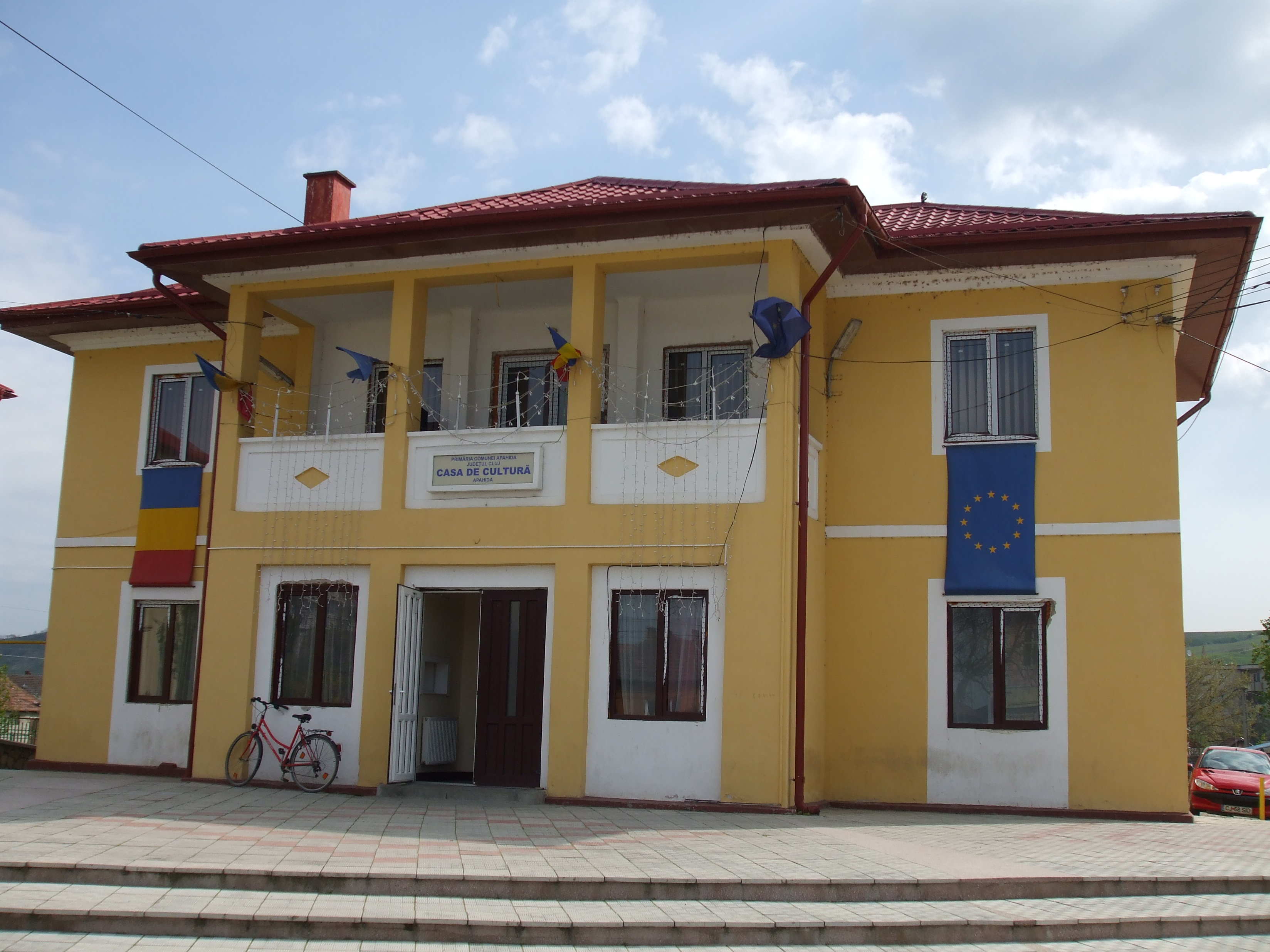
Apahida - Casa de Cultură .